# برند بوخهایستر
برند بوخهایستر (انگلیسی: Bernd Buchheister؛ زادهٔ ۲۱ سپتامبر ۱۹۶۲) بازیکن فوتبال اهل آلمان است.
از باشگاه‌هایی که در آن بازی کرده‌است می‌توان به باشگاه فوتبال آینتراخت برانشوایگ اشاره کرد.